# Ilmarinen
Ilmarinen, appelé aussi Seppo Ilmarinen, ce qui signifie le forgeron éternel, est un personnage de la mythologie finnoise. Il apparaît, notamment, dans le Kalevala, la grande épopée finnoise écrite par Elias Lönnrot. 

## Biographie
Ilmarinen apparaît comme le dieu le plus important après Ukko Ylijumala et son épouse Rauni.  Dieu de la Paix et du Soleil, c'est à lui que l'on doit les temps calmes et les jours dorés ; il se réjouit des œuvres pacifiques et déplore les entreprises guerrières. Cet immortel est capable de créer pratiquement n'importe quoi mais il est notoirement connu comme malheureux en amour. Il est décrit comme travaillant les métaux connus à l'époque : l'or, l'argent, le bronze, le cuivre et le fer. C'est lui qui a forgé la voûte céleste dans certaines versions de la cosmogonie finnoise ; il a aussi été mandaté par Väinämöinen pour forger le Sampo pour Louhi.